# Iowa
Iowa là một tiểu bang thuộc miền Trung Tây Hoa Kỳ. Iowa giáp với Minnesota về phía bắc, Nebraska và Nam Dakota về phía tây, Missouri về phía nam, và Wisconsin và Illinois về phía đông. Nó có hai tên hiệu là "Tiểu bang Ngô cao" (The Tall Corn State) và "Tiểu bang Hawkeye" (The Hawkeye State) theo tên Black Hawk.
Đây là nơi sinh của Tổng thống Herbert Hoover (tại West Branch).

## Địa lý
Sông Mississippi là đường biên giới phía đông của tiểu bang. Ranh giới bên tây gồm sông Missouri từ Thành phố Sioux trở về phía nam và sông Big Sioux trở về phía bắc. Có vài hồ tự nhiên ở tiểu bang này, nổi tiếng nhất là hồ Linh hồn (Spirit Lake), hồ Tây Okoboji, và hồ Đông Okoboji vào miền tây bắc của Iowa (xem Iowa Great Lakes). Các hồ nhân tạo bao gồm hồ Odessa, hồ Saylorville, hồ Đá đỏ (Lake Red Rock), và hồ Rathbun.

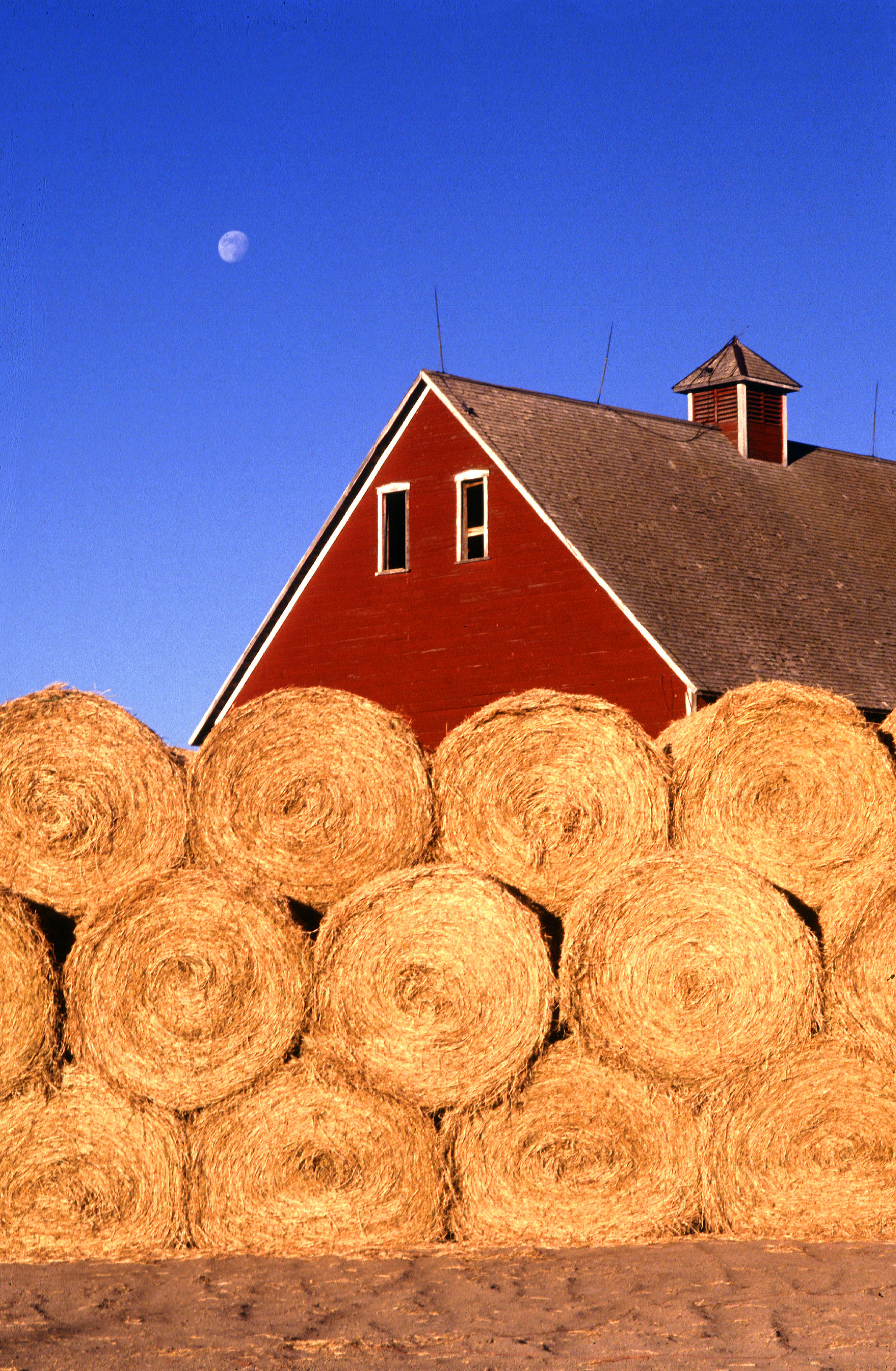
Đống kiện cỏ khô ở một trại gần Ames, Iowa

Địa hình của tiểu bang là đồng bằng đồi nhỏ. Những đồi hoàng thổ nằm trên đường biên giới tây của tiểu bang. Vài trong những đồi này dày đến vài trăm foot. Vào miền đông bắc theo sông Mississippi có một phần của Đới Phi đất bồi, ở đấy đất có những đồi gồ ghề thấp có cây tùng bách – loại đất bất thường trong Idaho.
Nơi thấp nhất là Keokuk ở miền đông nam Iowa, có độ cao 146 mét (480 foot). Nơi cao nhất, cao 509 m (1.670 foot), là đỉnh Hawkeye, nằm ở trại nuôi súc vật về phía bắc của Sibley vào miền tây bắc của Iowa. Độ cao trung bình của tiểu bang là 335 m (1.099 foot). Tiểu bang trải qua 145.743 km² (56.271 dặm vuông), tức là độ cao chỉ thay đổi tí.
Iowa có 99 quận. Thủ đô là Des Moines, thuộc về Quận Polk.
Các vùng dưới quyền Dịch vụ Vườn Quốc gia bao gồm:
- Khu kỷ niệm Quốc gia Effigy Mounds (Effigy Mounds National Monument) gần Harpers Ferry
- Khu lưu niệm Quốc gia Herbert Hoover tại West Branch
- Đường lịch sử Quốc gia Lewis và Clark
- Đường lịch sử Quốc gia Nhà thám hiểm Mormon (Mormon Pioneer National Historic Trail)

### Các thành phố quan trọng
Các thống kê dân số trong ngoặc đơn dựa trên số ước lược năm 2004, trừ các số có dấu *, những con số đó được lấy từ cuộc điều tra dân số đặc biệt năm 2005. Các số khu vực thống kê đô thị được ước lượng năm 2005.
Các khu vực đô thị hơn 100.000 người:
- Des Moines (194.311 / MSA 522.454), thủ phủ
- Cedar Rapids (122.206 / MSA 246.412)
- Davenport (98.355 / MSA 376.309), vị trí của Đại học Thánh Ambrose và thành phố lớn nhất của nhóm Quad Cities
- Thành phố Sioux (Sioux City; 83.680 / MSA 142.571)
- Waterloo (66.767 / MSA 161.897)
- Thành phố Iowa (63.027 / MSA 138.524), vị trí của Đại học Iowa
- Council Bluffs (59.347 / MSA 813.170), thuộc về khu vực đô thị Omaha, Nebraska

Các thành phố hơn 10.000 người:

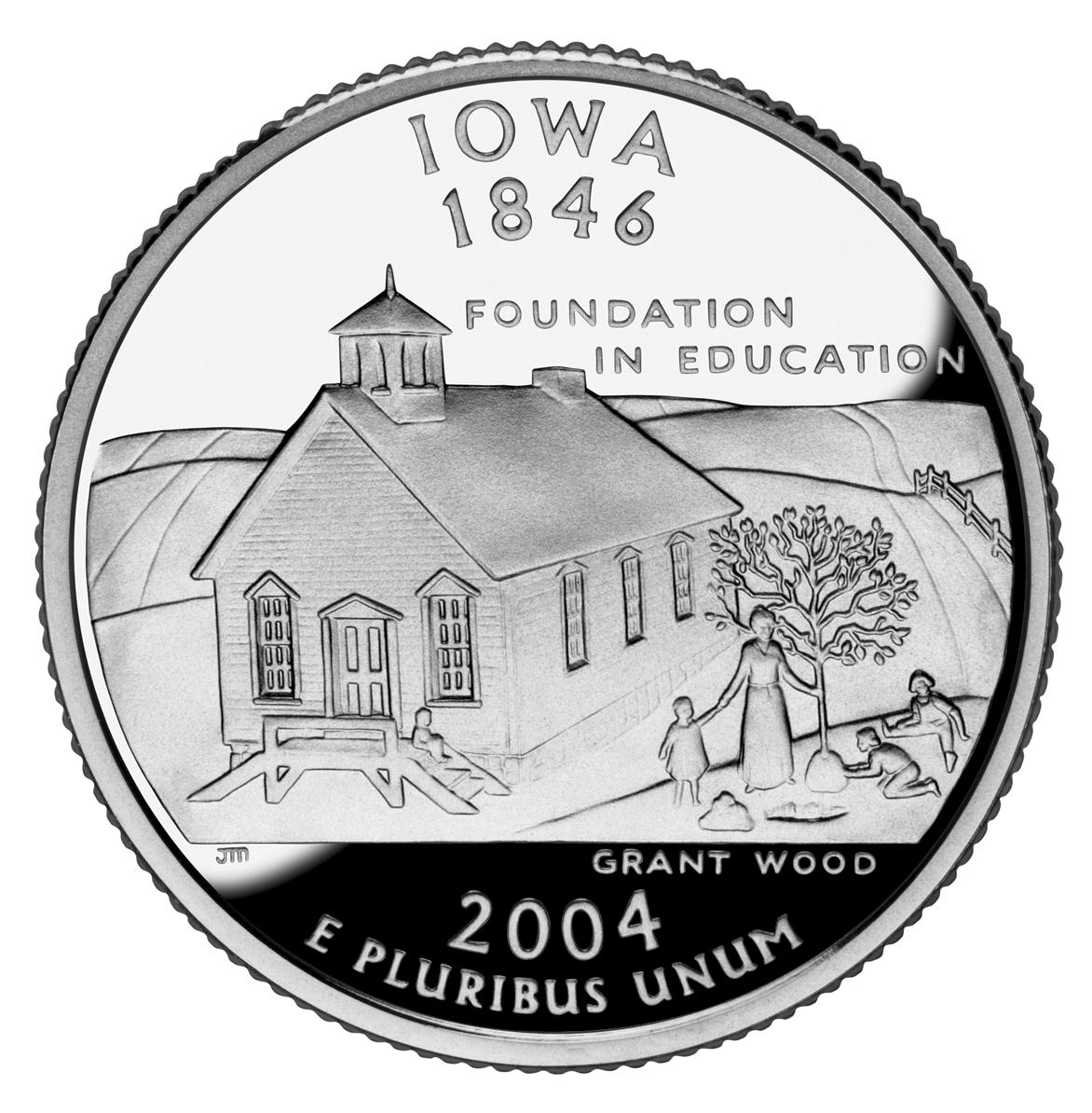
Mặt trái của đồng 25 xu đặc biệt Iowa bởi Grant Wood

- Dubuque (57.504 / MSA 91.631), thị trấn đại học, trung tâm sản xuất, và cảng trên sông
- Ames (52.319 / MSA 79.952), vị trí của Đại học Tiểu bang Iowa
- Tây Des Moines (*51.744), ngoại ô Des Moines và trung tâm bảo hiểm
- Cedar Falls (36.343), vị trí của Đại học Bắc Iowa và thuộc khu vực đô thị Waterloo
- Ankeny (*36.161), ngoại ô Des Moines
- Urbandale (*35.904), ngoại ô Des Moines
- Bettendorf (31.615), thuộc nhóm Quad Cities
- Marion (29.825), ngoại ô Cedar Rapids
- Thành phố Mason (28.177), thành phố nổi tiếng về sản xuất xi măng
- Clinton (27.319), thị trấn công nghiệp trên bờ sông
- Marshalltown (26.057), vị trí của Nhà Cựu chiến binh Iowa (Iowa Veterans Home) và nổi tiếng về sản xuất lò sưởi và van
- Fort Dodge (25.723), nổi tiếng về thuốc cho thợ mỏ và thú vật
- Burlington (25.579), thị trấn công nghiệp trên bờ sông
- Ottumwa (24.680), thị trấn công nghiệp trên bờ sông
- Muscatine (22.713), vị trí của nhiều nhà máy hóa học
- Coralville (17.528), ngoại ô Thành phố Iowa
- Newton (15.696), vị trí của tổng hành dinh Công ty Maytag
- Clive (13.598), ngoại ô Des Moines
- Johnston (*13.596), ngoại ô Des Moines
- Boone (12.856), trung tâm quan trọng của Đường sắt Union Pacific
- Altoona (12.107), ngoại ô Des Moines
- Spencer (11.063)
- Oskaloosa (10.945), vị trí của Đại học William Penn
- Fort Madison (10.944), vị trí của Nhà tù Tiểu bang Iowa
- Keokuk (10.845), cảng trên sông ở miền xa đông nam
- Pella (10.182), vị trí của tổng hành dinh Pella Windows, Đại học Trung ương (Central College), nhà của Wyatt Earp khi còn nhỏ, và Tulip Fest